# Draganci (Podravske Sesvete)
Draganci su zona u Hrvatskoj u sastavu općine Podravskih Sesveta. Nalaze se u Koprivničko-križevačkoj županiji. 

## Zemljopis
Nalazi se na krajnjem istoku Podravskih Peskov. Zapadno je šuma Crni jarci, sjeverno i zapadno su Molvice i Batinske, istočno je Klostar, jugoistočno su Podravske Sesvete. Južno je Kloštar Podravski. Selo okružuju livade, njive i stoljetne šume akacije i johe.

## Gospodarstvo i kultura
Mjesto obrnika i poljodjelaca.

## Kultura
Mjesto izuzetnih samoukih "mužikaša" koje je dalo imena kao Blaž Lenger, zatim Valenta Sabolića, Stjepana Šanteka i dr.
Mjesto okupljanja mještana uz glazbu i ples je Društveni dom, koji je danas uređen i s pridodanim dječjim igralištem.

## Poznate osobe
- Blaž Lenger, glazbenik

### Mrežna sjedišta
- Draganci  Arhivirana inačica izvorne stranice od 14. ožujka 2015. (Wayback Machine)